# Шарп, Кэсси
Кэсси Шарп (англ. Cassie Sharpe; род. 14 сентября 1992, Калгари, Альберта) — канадская фристайлистка (хафпайп, суперпайп), чемпионка зимних Олимпийских игр 2018 года в хафпайпе, трёхкратный призёр чемпионатов мира. 

## Биография
Кэсси Шарп родилась в 1992 году в Калгари. Её брат Дарси Шарп стал сноубордистом. Кэсси начала кататься на лыжах с 11 лет. Позже занялась фристайлом, в том числе лыжной акробатикой, могулом и хафпайпом. После первой победы на соревнованиях в 2012 году в хафпайпе стала специализироваться в этой дисциплине. В 2014 году стала членом сборной Канады по фристайлу. На чемпионате мира по фристайлу 2015 года завоевала серебряную медаль, уступив швейцарке Виржини Февр. Через несколько недель победила на Кубке мира.
На зимних Олимпийских играх 2018 года Шарп завоевала золотую медаль в хафпайпе, став первой канадкой и второй чемпионкой в хафпайпе в истории Олимпийских игр. На чемпионате мира по фристайлу и сноуборду 2019 года заняла второе место после эстонки Келли Сильдару. В 2016 и 2019 годах побеждала на Всемирных экстремальных играх в суперпайпе.